# هاپ (فیلم)
هاپ (به انگلیسی: Hop) یا هاپ خرگوش زبل عنوان یک فیلم/انیمیشن به کارگردانی تیم هیل و محصول شرکت ایلومنیشن انترتینمنت (سال ۲۰۱۱) است.

## داستان
خرگوشی به نام ای‌بی به موسیقی علاقه بسیاری دارد. اما او باید خرگوش عید پاک باشد، مثل پدرش. اما ای‌بی این را نمی‌خواهد؛ بنابراین به خانواده خود پشت کرده و به قصد مشهور شدن پا به شهر می‌گذارد اما…

## بازیگران
- جیمز مارسدن
- سینکو پال
- کن داریو
- راسل براند
- کیلی کوآکو
- هنک آزاریا
- کری کول
- الیزابت پرکینز
- هوگ لوری
- تیفانی اسپنسن

## عوامل و مشخصات فیلم
- کارگردان: تیم هیل
- نویسندگان: سینکو پال و کن داریو
- مدیر فیلمبرداری: پیتر لیونز کولیستر
- آهنگساز: کریستوفر لنرتز
- مدت زمان فیلم: ۹۵ دقیقه
- زبان: انگلیسی
- محصول: یونیورسال پیکچرز

## بازی ویدئویی
یک بازی ویدئویی بر اساس این فیلم ساخته و عرضه شد.

## پخش در ایران
این فیلم در ایران با نام «هاپ» (دوبله شده توسط گروه دوبلاژ گلوری) و نیز با نام «رویای آب نباتی» (دوبله شده توسط موسسه رسانه‌های تصویری) شناخته می‌شود.